# Jezioro gorzkie
Jezioro gorzkie – jezioro, którego wody dzięki obecności rozpuszczonego siarczanu sodu posiadają specyficzny, gorzki smak. Jeziorami gorzkimi są m.in. Wielkie i Małe Jezioro Gorzkie w Egipcie.